# 리처드 라이더
리처드 라이더(Richard Ryder, 1942년 8월 20일 ~ 1995년 10월 27일)는 미국의 배우이다.
로체스터에서 태어났으며 할리우드에서 사망하였다.

## 출연 작품

### 영화
- 치어걸 (1990, Laker Girls)
- 사랑 이야기 (1992)
- Cries Unheard: The Donna Yaklich Story (1994)
- 데스 콜 (1995, When The Dark Man Calls)